# Corrado Hérin
Pour les articles homonymes, voir Hérin (homonymie).
Corrado Hérin, né le 4 août 1966 à Aoste et mort le 31 mars 2019 à Torgnon, est un coureur cycliste italien spécialiste de VTT de descente. 
Il remporte la coupe du monde de VTT de descente 1997.

## Biographie
Né à Aoste le 4 août 1966, Corrado Hérin est originaire de Pollein où il a grandi.
Il a concouru du milieu des années 1980 au début des années 1990 en luge sur piste naturelle. Il a remporté quatre médailles aux championnats du monde de luge sur piste naturelle de la FIL avec deux médailles d'or en double (1986 et 1992) et deux d'argent à l'épreuve de 1990 (simple et double). Hérin a également remporté trois médailles en double masculin aux championnats d'Europe de luge sur piste naturelle de la FIL avec une médaille d'or (1993) et deux d'argent (1985 et 1987).
Hérin a pratiqué le VTT de descente pendant sa carrière de luge dans les années 1990, remportant une médaille de bronze en descente aux championnats du monde de VTT de 1994 à Vail dans le Colorado. Il est resté actif dans le VTT de 1997 à 2002 après avoir pris sa retraite de la luge. Il a remporté la coupe du monde de VTT 1997 en descente pour l’équipe Sintesi Verlicchi. En 2016, il est revenu à la compétition à l'âge de 50 ans et a remporté les championnats du monde de VTT de descente masters à Val di Sole en Italie.
Il meurt le 31 mars 2019 dans un accident d'avion près de Torgnon.

## Palmarès en VTT de descente

### Coupe du monde
- Coupe du monde de descente
  - 1997 : 1er du classement général, vainqueur de 3 manches